# دانیلا هانتکوو
 دانیلا هانتکوو (اسلواکی: Daniela Hantuchová؛ زاده ۲۳ آوریل ۱۹۸۳) یک تنیس‌باز اهل اسلواکی است.